# Sojuz TM-5
Sojuz TM-5 (ryska: Союз ТM-5) var en flygning i det sovjetiska rymdprogrammet. Flygningen gick till rymdstationen Mir, och var den trettonde flygningen i Interkosmos-serien. Farkosten sköts upp med en Sojuz-U2-raket från Kosmodromen i Bajkonur den 7 juni 1988. Farkosten dockade med rymdstationen den 9 juni 1988.
Den 18 juni 1988 flyttades farkosten från Kvant-1 modulens dockningsport till stationens främre dockningsport.
Farkosten lämnade rymdstationen den 5 september 1988 och landade i Sovjetunionen den 7 september 1988.
Problem vid motortändningen för att kunna återinträda i jordens atmosfär gjorde att man fick stanna 24 timmar extra i rymden, utan toalett och med endast ett litet förråd med olika förnödenheter.